# Tinórualkatúak
A tinórualkatúak (Boletales) a bazídiumos gombák Agaricomycetes osztályának egyik rendje. A rendszertani csoportba 18 család és mintegy 2300 faj tartozik, amelyek az egész világon elterjedtek. Hagyományosan a csöves termőrétegű tinórukat és vargányákat sorolták a rendbe, de újabban, a molekuláris genetikai vizsgálatok alapján számos más, lemezes vagy pöfetegszerű fajokat tartalmazó családdal is megállapították a rokonságukat.

## Jellemzőik

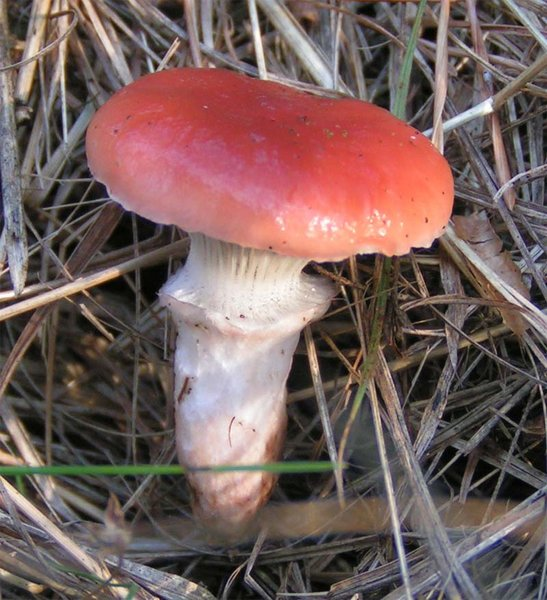
Rózsaszínű nyálkásgomba

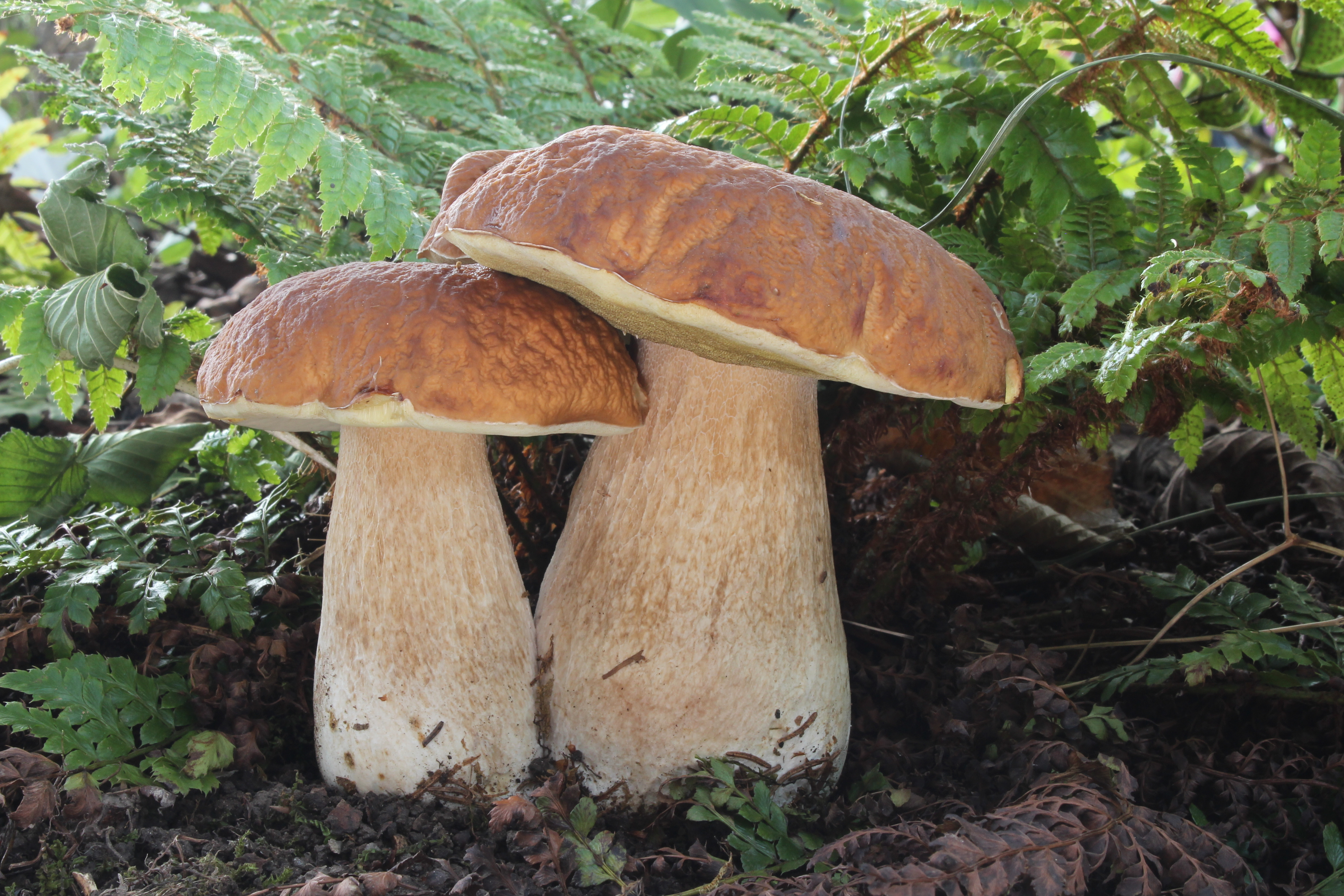
Ízletes vargánya

A rend tagjai többségükben fák gyökerével képeznek szimbiotikus ektomikorrhizát, vagyis inkább erdőkben, parkokban, fák közelében élnek. Néhány faj parazita életmódot folytat; ilyenek a nyálkásgombák (a Gomphidiaceae család tagjai) amelyek tinórukon élősködnek és kapcsolatuk általában szigorúan fajspecifikus. Az élősdi tinóru a rőt áltrifla parazitája. Ritkák, de előfordulnak köztük szerves anyagokat vagy faanyagot bontó-korhasztó gombák (mint pl. a Buchwaldoboletus nemzetség tagjai).
A tinóruk és vargányák jellegzetessége a pórusos, szivacsos termőréteg a kalap alján. Színük igen változatos, lehetnek barnák, szürkék, vörösek vagy fehérek is (az utóbbi kettő általában mérgező). Számos képviselőjük ehető, a gasztronómiában keresett gomba, mint az ízletes vargánya, a nyári vargánya vagy a bronzos vargánya. Előfordulnak azonban mérgező fajok is, mint pl. a sátántinóru vagy a farkastinóru.

## Osztályozás
A rendbe eredetileg a csöves termőrétegű tinórukat, vargányákat sorolták, azonban a genetikai hasonlóság vizsgálatakor kiderült, hogy a morfológiai különbségek ellenére számos lemezes termőrétegű vagy pöfetegszerű faj is közeli rokona a tinórualkatúaknak. Ezekben az esetekben a termőréteg szerkezete eltérő, a termőtest textúrája, a termőréteg leválaszthatósága, valamint a mikroszkopikus szerkezet is mutatja a rokonságot.
A renden belül a Sclerodermataceae, Boletinellaceae, Gyroporaceae, Pisolithaceae és Astraceae családok a Sclerodermatineae alcsaládba különíthetők el. Eszerint a külsőre tinóruszerű, trópusi elterjedésű Phlebopus nemzetség közelebbi rokona a pöfetegszerű áltrifláknak, mint a valódi tinóruknak.
A tinórualkatúak rendje a 2021-es állapot szerint 18 családot, 164 nemzetséget (közülük 4 családba nem sorolt, bizonytalan helyzetűt) 2299 fajt tartalmaz.
Családjai:  
- Boletaceae (tinórufélék)
- Boletinellaceae
- Calostomataceae
- Coniophoraceae
- Diplocystidiaceae
- Gasterellaceae
- Gastrosporiaceae
- Gomphidiaceae (nyálkásgombafélék)
- Gyroporaceae
- Hygrophoropsidaceae
- Paxillaceae
- Protogastraceae
- Rhizopogonaceae
- Sclerodermataceae (áltriflafélék)
- Sclerogastraceae
- Serpulaceae
- Suillaceae
- Tapinellaceae

Incertae sedis:
- Corditubera
- Corneromyces
- Marthanella
- Phaeoradulum

## Fordítás
- Ez a szócikk részben vagy egészben  a   Boletales című angol Wikipédia-szócikk ezen változatának fordításán alapul.  Az eredeti cikk szerkesztőit annak laptörténete sorolja fel. Ez a jelzés csupán a megfogalmazás eredetét és a szerzői jogokat jelzi, nem szolgál a cikkben szereplő információk forrásmegjelöléseként.